# ازدواج التسلسل
ازدواج التسلسل هو مصطلح نباتي ينطبق على كل من مملكة النبات والفطريات والذي يعني أنها «مرتبة في صفين».
ويمكن أن يشير هذا إلى أي عدد من التركيبات في هذه الممالك من ترتيب أوراق الشجر حتى تنسيب البويغات.
وقد برزت أهمية هذا المصطلح في وضع الأجناس في نوع معين أو عائلة ما أو حتى في ترتيب يعتمد على مورفولوجيا عند عمل اختيار مبدئي أو عندما يكون دليل الحمض النووي غير حاسم.